# Муса, Желько
Желько Муса (хорв. Željko Musa; род. 8 января 1986, Мостар) — хорватский гандболист, тренер.

## Карьера

### Клубная
Желько Муса начал профессиональную карьеру в клубе «Медвешчак». В 2005 году Муса перешёл в «Извиджач». В 2006 году вернулся в «Медвешчак». В 2007 году Муса перешёл в словенский клуб «Тримо» (Требнье). В 2010 году перешёл в «Горенье», в составе которого выиграл чемпионат Словении. В 2012 году Муса перешёл в польский клуб «Виве Таурон Кельце», в составе которого выиграл 4 раза чемпионат Польши. В 2016 году  перешёл в немецкий клуб «Магдебург». В 2021 году решил вернуться в Хорватию — в клуб «Загреб».
Свою карьеру игрока закончил в Швейцарии в клубе «Кринс-Лицерн», где стал главным тренером.

### В сборной
Желько Муса выступал за сборную Хорватии, с которой выиграл медали нескольких Чемпионатов Европы.

## Титулы
- Чемпион Хорватии: 2005, 2007, 2022, 2023
- Обладатель Кубка Хорватии: 2005, 2007, 2022, 2023
- Чемпион Словении: 2012
- Обладатель Суперкубка Словении: 2011, 2012
- Чемпион Польши: 2013, 2014, 2015, 2016
- Обладатель Кубка Польши: 2013, 2014, 2015, 2016
- Победитель Лиги чемпионов ЕГФ: 2016
- Победитель Лиги Европы ЕГФ: 2021
- Бронзовый призёр чемпионата Европы: 2012
- Серебряный призёр чемпионата Европы: 2010

## Статистика
Статистика Желько Муса сезона 2018/19 указана на 12.6.2019
| Сезон        | Клуб      | Лига       | Матчи | Голы | 7-метр | Голы |
| ------------ | --------- | ---------- | ----- | ---- | ------ | ---- |
| 2017/18      | Магдебург | Бундеслига | 33    | 72   | 0      | 72   |
| 2018/19      | Магдебург | Бундеслига | 34    | 78   | 0      | 78   |
| 2016-по н.в. | Итого     | Бундеслига | 67    | 150  | 0      | 150  |